# Zeke (band)
Zeke is een punkrockband uit Seattle, Verenigde Staten en is opgericht in 1993. De debuutsingle stamt van het oprichtingsjaar en het debuutalbum 'Super Sound Racing' verscheen in 1994. Zanger-gitarist Marky Felchtone en drummer Donny Paycheck vormen de spil van de band. 
De band heeft diverse bassisten gehad en lange tijd heeft de band nog met een tweede gitarist gespeeld. In 2003 ging de band voor een klein jaar uiteen, waarna na enige tijd nog een livealbum en een dvd verscheen. Begin 2004 kwam Zeke als driemansformatie weer bij elkaar en bracht de band het album 'Til the livin' end' uit. Samen met de Nederlandse band Peter Pan Speedrock werd in 2005 een splitalbum uitgebracht. 
Na de digitale ep 'Kings of the Highway' uit 2007, treedt Zeke een tijd lang slechts sporadisch op. In 2018 verschijnt echter na 14 jaar weer een compleet album, genaamd 'Hellbender'. Met een gewijzigde line-up wordt er ook weer meer opgetreden.

## Stijl
De muziek laat invloeden horen van Ramones en Motörhead. De schreeuwzang van "Blind" Marky Felchtone, de straffe ritmes en de eenvoud van de nummers kenmerken de band. Zeke covert regelmatig een nummer van bijvoorbeeld KISS, AC/DC of Iron Maiden en coverde in een harde versie een ballad van Fleetwood Mac. Sinds 2000 zijn de nummers sneller en wordt de muziek iets complexer. Naast eerdergenoemde bands zijn ook bluesrock, rockabilly en Black Sabbath van invloed op de muziek.
Zeke heeft vele kleinschalige uitgaven uitgebracht bij verschillende platenlabels. Naast de zes studioalbums verschenen er live/verzamelalbums, semi-officiële albums, een dvd, splitalbums en een hele serie 7"-, 10"- en 12"-vinylsingles. Op de hoezen staan afbeeldingen uit de racewereld. Die afbeeldingen sluiten aan op de teksten die behalve over seks, drugs en rock-'n-roll ook over motorracen, dragraces, opgevoerde motorblokken en auto-ongelukken gaan.

## Albums
- Super Sound Racing - 1994
- Flat Tracker - 1996
- Kicked In The Teeth - 1998
- Pinstriping The Dutchman's Coffin - 1999 (met opnames uit 1993)
- True Crime - 1999 (verzameling bestaande songs van singles en liveopnames)
- Dirty Sanchez - 1999
- Death Alley - 2001
- Zeke - 2002 (verzameling bestaande en nieuwe songs)
- Live And Uncensored  - 2003 (verzameling nieuwe songs en liveopnames)
- 'Til The Livin' End - 2004
- Peter Pan Speedrock/Zeke - 2005 (splitalbum; hierop van Zeke twee nieuwe songs, twee covers, en twee oude live-opnames)
- Hellbender - 2018

## Trivia
- In de beginjaren was Zeke een beruchte band vanwege drugsgebruik en geweld: Marky Feltchtone was de eerste vijf jaar een junkie en drummer Donny Paycheck was samen met de manager vaak betrokken bij vechtpartijen en schold soms het publiek uit.
- Zeke trad meermaals op in Nederland: onder meer in 1999 en 2000 op Dynamo Open Air en met Peter Pan Speedrock. De band trad ook op met Supersuckers, Suicidal Tendencies, Motörhead en Pearl Jam.